# Самнер (округ, Канзас)
Шаблон:StateAbbr_ 37°14′00″ пн. ш. 97°29′00″ зх. д. / 37.2333° пн. ш. 97.4833° зх. д.
Округ Самнер (англ. Sumner County) — округ (графство) у штаті Канзас, США. Ідентифікатор округу 20191.

## Історія
Округ утворений 1873 року.

## Демографія
За даними перепису 
2000 року 
загальне населення округу становило 25946 осіб, зокрема міського населення було 9773, а сільського — 16173.
Серед мешканців округу чоловіків було 12765, а жінок — 13181. В окрузі було 9888 домогосподарств, 7092 родин, які мешкали в 10877 будинках.
Середній розмір родини становив 3,1.
Віковий розподіл населення поданий у таблиці:
| Стать    | До 15 років | 15-21 | 22-29 | 30-39 | 40-49 | 50-65 | 65-85 | Понад 85 |
| -------- | ----------- | ----- | ----- | ----- | ----- | ----- | ----- | -------- |
| Чоловіки | 3051        | 1395  | 994   | 1608  | 2174  | 1934  | 1469  | 140      |
| Жінки    | 2929        | 1258  | 970   | 1685  | 2041  | 1893  | 1963  | 442      |

## Суміжні округи
- Седжвік — північ
- Батлер — північний схід
- Ковлі — схід
- Кей, Оклахома — південний схід
- Грант, Оклахома — південний захід
- Гарпер — захід
- Кінгмен — північний захід

## Виноски
1. ↑  U.S. Decennial Census. United States Census Bureau. Архів оригіналу за 19 липня 2018. Процитовано 29 липня 2014.
2. ↑  Historical Census Browser. University of Virginia Library. Архів оригіналу за 11 серпня 2012. Процитовано 29 липня 2014.
3. ↑  Population of Counties by Decennial Census: 1900 to 1990. United States Census Bureau. Архів оригіналу за 5 червня 2019. Процитовано 29 липня 2014.
4. ↑  Census 2000 PHC-T-4. Ranking Tables for Counties: 1990 and 2000 (PDF). United States Census Bureau. Архів оригіналу (PDF) за 18 грудня 2014. Процитовано 29 липня 2014.
5. ↑  State & County QuickFacts. United States Census Bureau. Архів оригіналу за 20 липня 2011. Процитовано 29 липня 2014. [Архівовано 2011-07-09 у Wayback Machine.](англ.) Наведено за англійською вікіпедією.
6. ↑  American FactFinder. Бюро перепису населення США. Архів оригіналу за 26 лютого 2012. Процитовано 31 січня 2008. [Архівовано 2008-05-21 у Wayback Machine.]

| США | Це незавершена стаття з географії США. Ви можете допомогти проєкту, виправивши або дописавши її. |